# شهرستان چنشی
شهرستان چنشی (به لاتین: Chenxi County) یک منطقهٔ مسکونی در چین است که در هیوایهوا واقع شده‌است. شهرستان چنشی ۱٬۹۷۶٫۸۱ کیلومتر مربع مساحت و ۴۵۳٬۵۶۵ نفر جمعیت دارد.